# David Gilmour
David Jon Gilmour CBE (født 6. marts 1946 i Cambridge, England) er en engelsk musiker og tidligere guitarist i Pink Floyd og – efter at Roger Waters forlod gruppen i midten af 1980'erne – leder af gruppen. Han har sideløbende med arbejdet i Pink Floyd udgivet solomateriale og produceret for andre kunstnere. David Gilmour er højt respekteret som en af verdens bedste guitarister.[kilde mangler]
Han voksede op i Grantchester Meadows. Gilmour gik i en Rudolf Steiner-skole og blev i årevis brugt i reklamer for disse skoler. Han har dog beskrevet sin uddannelse på skolen som "rædselsvækkende". På Cambridgeshire College of Arts and Technology mødte han Syd Barrett. Gilmour spillede almindelig poprock i gruppen Joker's Wild fra 1963 til 1965, hvor han dannede gruppen Flowers, som senere skiftede navn til Bullitt
I januar 1968 kom Gilmour gradvist med i Pink Floyd, da den tidligere guitarist og sanger, Syd Barrett, blev stadig mere ustabil på grund af stort forbrug af hallucinogene stoffer. David Gilmour optrådte i Syd Barrett's plads ved mange af deres koncerter i starten af 1968 og viste sig at være en god sanger og guitarist med sans for harmoniske og lange guitarsoloer, hvilket gjorde ham til fuldgyldigt medlem af Pink Floyd efter Syd Barrett forlod gruppen. Pink Floyd blev under hans samarbejde med Roger Waters en af 1970'ernes største rockgrupper med storstilede koncerter og udgivelser, der kan beskrives som milepæle i musikhistorien, hvor Dark Side of the Moon og The Wall er de mest kendte.
Efterhånden begyndte forholdet mellem Waters og Gilmour at blive noget anstrengt, og efter udgivelsen af The Final Cut i 1983 forlod Roger Waters Pink Floyd. Ifølge Waters var gruppen dermed opløst, men Gilmour og trommeslageren Nick Mason delte ikke denne opfattelse. Omkring 1986 forlød det, at Pink Floyd var på vej med et nyt album og en efterfølgende turné, hvilket fik Roger Waters til at anlægge sag mod sine gamle bandkammerater. Eftersom Roger Waters havde skrevet en meget stor del af gruppens materiale og endvidere stod bag en del af de spektakulære liveeffekter, mente han også at have en ret til navnet. Roger Waters tabte imidlertid og i 1987 udkom Pink Floyd-albummet "A Momentary Lapse of Reason" (hvor keyboardspilleren Richard Wright igen var med) - hvilket Roger Waters valgte at kalde "a pretty fair forgery" (en ganske pæn forfalskning).
Pink Floyd fortsatte med Gilmour, Mason og Richard Wright frem til og med "The Division Bell" (1994) og livealbummet Pulse (1995). Wright var blevet smidt ud af bandet af Waters efter The Wall, men Mason og Gilmour tog ham ind igen ved gendannelsen af bandet.
I Pink Floyds stille perioder, har Gilmour fået tiden til at gå som studiemusiker, producent og sågar koncert-lydmand, blandt andet ved særlige pseudonyme udgivelser, samt i samarbejder med Roy Harper, Kate Bush, The Dream Academy, Grace Jones, Arcadia, Bryan Ferry, Robert Wyatt, Hawkwind, Paul McCartney, Sam Brown, Jools Holland, Propaganda, Pete Townshend, The Who, og forskellige velgørenheds-"supergrupper" og mange andre.
Han er også en erfaren pilot.
I 2002 gav han nogle få akustiske solokoncerter i London og Paris, sammen med et lille orkester og kor, som er dokumenteret i udgivelsen In Concert.
I november 2003 fik han tildelt ridderordenen Commander of Order of the British Empire.
Den 2. juli 2005 spillede Gilmour med Pink Floyd (med Roger Waters) ved Live 8 koncerten i London. Herefter opstod der en del rygter, om at Pink Floyd ville begynde at turnere igen. Disse rygter har Gilmour dog manet i jorden igen.

## Soloudgivelser
- David Gilmour (1978)
- About Face (1984)
- In Concert (live, 2002)
- On an Island (marts 2006)
- Live in Gdańsk (september 2008)
- Rattle That Lock (september 2015)
- Luck and Strange (september 2024)